# William Mutwol
Boniface William Mutwol (ur. 10 października 1967 w Kapsowar) – kenijski  lekkoatleta (długodystansowiec), medalista olimpijski z 1992.
Zajął 9. miejsce indywidualnie i 2. miejsce w drużynie w biegu juniorów na mistrzostwach świata w biegach przełajowych w 1986 w Neuchâtel.
Na mistrzostwach świata w biegach przełajowych w 1990 w Aix-les-Bains zajął indywidualnie 5. miejsce, a wraz z kolegami z reprezentacji Kenii zwyciężył drużynowo. Zdobył srebrny medal w biegu na 3000 metrów z przeszkodami na mistrzostwach Afryki w 1990 w Kairze, za Abdelazizem Sahere z Maroka.
Zajął 12. miejsce indywidualnie na mistrzostwach świata w biegach przełajowych w 1991 w Antwerpii, a drużyna Kenii ponownie wygrała w klasyfikacji zespołowej. Zdobył srebrny medal w biegu na 3000 metrów z przeszkodami na igrzyskach afrykańskich w 1991 w Kairze, za swym rodakiem Mosesem Kiptanuim.
Na mistrzostwach świata w biegach przełajowych w 1992 w Bostonie zajął 2. miejsce za swym kolegą z reprezentacji Johnem Ngugim, a drużyna Kenii zdobyła złoty medal w klasyfikacji zespołowej. Był członkiem sztafety kenijskiej, która zwyciężyła w mistrzostwach świata w sztafecie maratońskiej w 1992 w Funchal.
Na igrzyskach olimpijskich w 1992 w Barcelonie zdobył brązowy medal w biegu na 3000 metrów z przeszkodami za swymi rodakami Matthew Birirem i Patrickiem Sangiem.
Rekordy życiowe Mutwola:
| Konkurencja                        | Data i miejsce                  | Wynik    |
| ---------------------------------- | ------------------------------- | -------- |
| bieg na 3000 metrów                | 28 sierpnia 1992, Bruksela      | 7:48,71  |
| bieg na 5000 metrów                | 25 sierpnia 1992, Kopenhaga     | 13:22,15 |
| bieg na 2000 metrów z przeszkodami | 16 września 1990, Sheffield     | 5:24,11  |
| bieg na 3000 metrów z przeszkodami | 7 sierpnia 1992, Barcelona      | 8:10,74  |
| bieg maratoński                    | 26 października 1997, Frankfurt | 2:15:20  |